# Kauft keine russischen Waren!
„Kauft keine russischen Waren!“ (ukrainisch Не купуй російське!) oder „Boykott russischer Waren!“ (ukrainisch Бойкотуй російське!) ist eine gewaltfreie Kampagne zum Boykott russischen Handels in der Ukraine. Der Protest begann am 14. August 2013 als eine Reaktion auf das Handelsembargo der Russischen Föderation gegen die Ukraine. Es wurde von der Bürgerinitiative Widsitsch (ukrainisch Відсіч, deutsch „Widerstand“) über die sozialen Medien im Internet organisiert. Die Kampagne wurde erweitert auf die massenhafte Verteilung von Flyern, Postern und Stickern in 45 großen und kleinen Städten. Mit dem Beginn des Euromaidan war sie etwas abgeklungen, wurde aber am 2. März 2014 wieder gestartet (kurz vor der Annexion der Krim durch Russland und der russischen Militärintervention in der Ukraine).

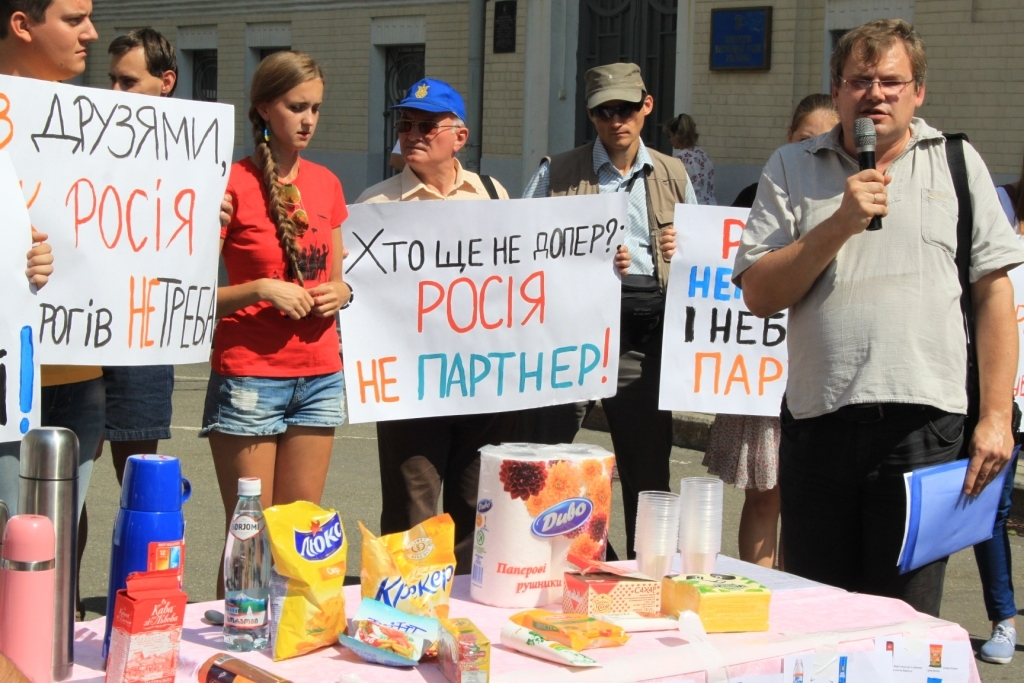
Aktivisten starten am 22. August 2013 in Kiew einen Boykott als Antwort auf die Blockade ukrainischer Waren in Russland

## Ursachen
Laut Aussage der Aktivisten begann die Kampagne als Antwort auf eine Serie kleinerer Wirtschaftskriege durch Russland gegen die Ukraine „Fleischkrieg“, „Käsekrieg“, und der „Schokoladenkrieg“. Am 14. August 2013, führte der Föderale Verbraucherservice Russlands alle ukrainischen Exporteure als „riskante Unternehmen“ auf einer Liste auf, die letztlich zu einer Import-Blockade ukrainischer Produkte nach Russland führte. Hunderte LKW-Ladungen mit Gütern wurden an der Grenze zurückgewiesen.

## Boykotte

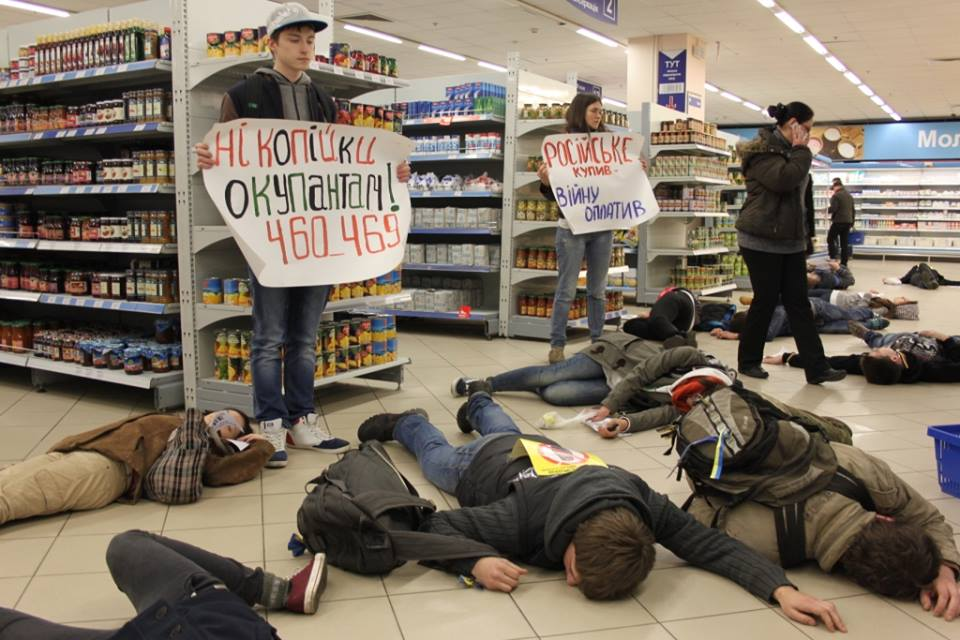
Flashmob in einem Kiewer Supermarkt, 15. März 2014

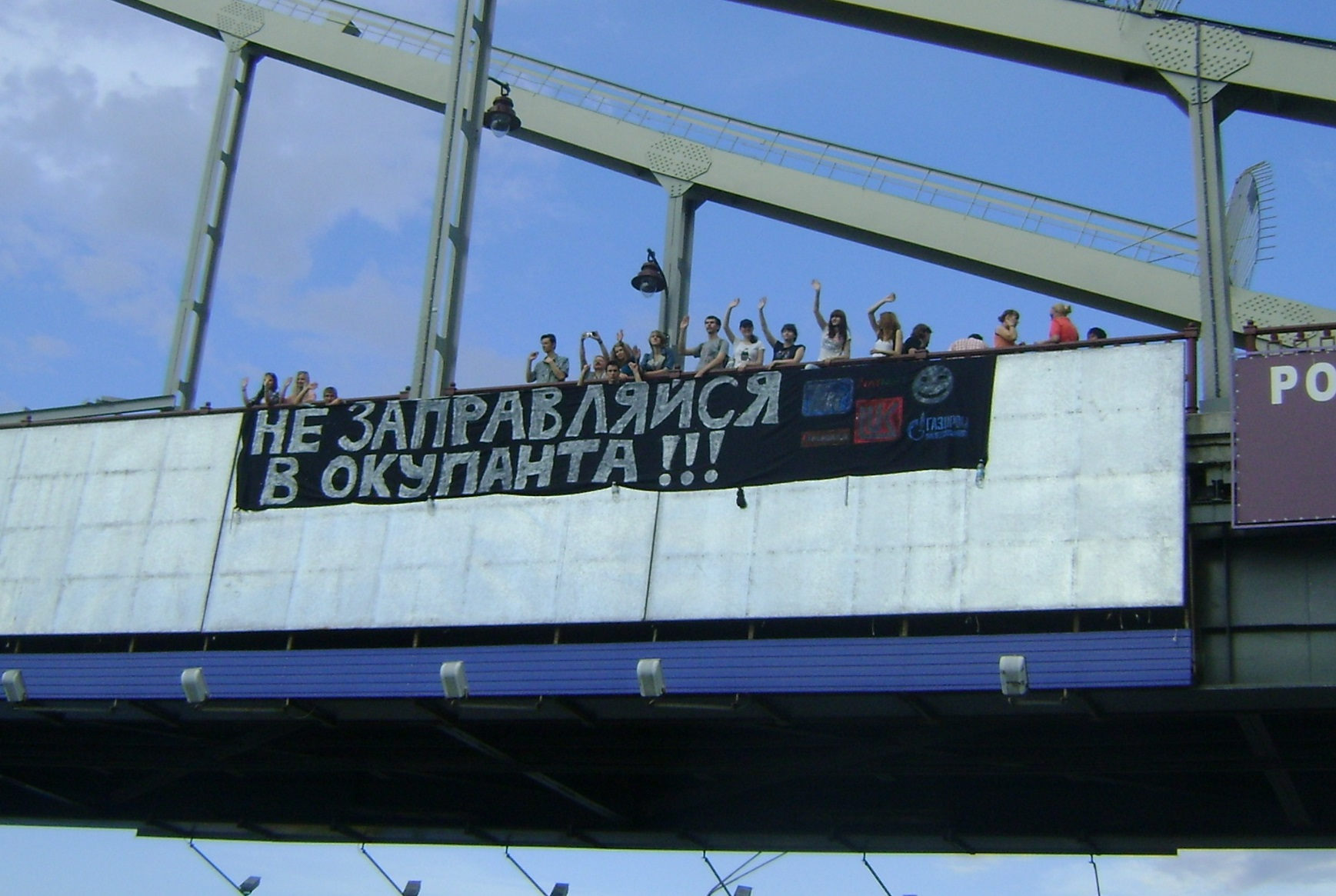
Aktivisten präsentieren ein Banner mit einem Aufruf zum Boykott russischen Benzins, 29. Mai 2014

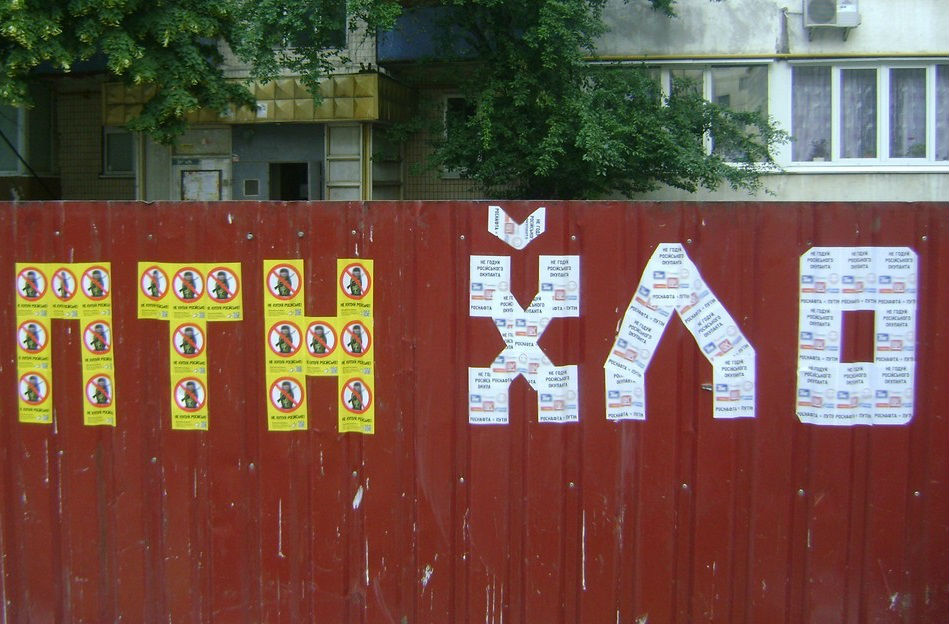
Boykott-Sticker für die Aufschrift „ПТН X̆ЛО“ (Disemvoweling des Slogans „Putin chuilo“) in Browary. 22. Juni 2014 in der Ukraine

### In der Ukraine
Am 22. August 2013 veranstalteten Aktivisten eine Protestkundgebung nahe dem Präsidialamt der Ukraine. Die Kampagne wurde fortgesetzt mit der massenhaften Verteilung von Flyern, Postern und Stickern in mehr als 25 größeren und kleineren ukrainischen Städten. Karikaturen russischer Matrjoschka Puppen wurden bei der Kampagne verwendet. Mit dem Beginn des Euromaidan nahm die Intensität der Kampagne ab.
Am 2. März 2014 wurde die Kampagne mit Hilfe der sozialen Netzwerke neu gestartet. Alle Güter und Dienstleistungen, von der russische Unternehmen profitieren konnten, waren betroffen. Ziel der Aktion war es, den Geldfluss nach Russland zu hemmen, damit dort nicht das russische Militär unterstützt würde. Der Boykott stand zeitlich und inhaltlich direkt im Zusammenhang mit der Annexion der Krim durch Russland und der russischen Militärintervention in der Ukraine.
Im März 2014 begannen die Aktivisten Flashmobs in Supermärkten zu starten um Kunden dazu zu bewegen, auf den Kauf russischer Produkte zu verzichten, sowie russische Tankstellen, Banken, und Konzerte zu meiden. Einige Kinos in Kiew, Lwiw und Odessa begannen damit, russische Filme aus dem Programm zu nehmen.
Im Sommer 2014 organisierten die Aktivisten Flashmobs und Aktionen in russischen Restaurants und Cafés.
Ende August 2014 starteten Aktivisten die Kampagne „Boykottiert Russische Filme“, die sich gegen russische Filme und TV-Serien in den ukrainischen Medien richtete.

### Internationale Verbreitung
Ab März 2014 weitete sich der Boykott auch auf andere Länder aus, insbesondere auf Belarus, Lettland und Litauen, Estland, Polen, Republik Moldau, Georgien, die USA und die Tschechische Republik.

## Ergebnisse
Der Absatz russischer Produkte in der Ukraine brach im Frühjahr 2014 um 35–50 % ein. Im Mai 2014 beendeten ukrainische Supermärkte die Bestellung russischer Waren. Ab diesem Zeitpunkt ging die Lieferung russischer Güter um 1/3 zurück.
Im April 2014 wurde gemeldet, russische Produzenten würden die russischen Strichcodes in Strichcodes anderer Länder umändern. Darüber hinaus wurde bekannt, dass russische Produkte in ukrainischen Supermärkten illegal umdeklariert wurden.
Zwischen Januar und Mai 2014 verloren laut der Ratingagentur Standard & Poor’s Banken mit russischem Kapital in der Ukraine 50 % der Einlagen.
Ein Rating-Vergleichstest russischer Fernsehserien in der Ukraine für 2013 (Test von GfK) und für 2014 (Test von Nielsen) kam zu einem Ergebnis von etwa 30 % Verlusten an Zuschauern.

## Öffentliche Meinung
Laut „Taylor Nelson Sofres“ (TNS) (Internet-Forschung in der Ukraine), standen im März/April 2014 52 % der Ukrainer dem Boykott russischer Produkte „positiv“ bzw. „ziemlich positiv“ gegenüber. Laut einer Umfrage beteiligten sich 39 % der Bevölkerung am Boykott. Weitere Umfragen fanden heraus, dass sich die Unterstützung des Boykotts von Juli bis August 2014 von 52 % auf 57 % erhöhte. Die prozentuale Anzahl der Menschen, die sich daran beteiligten, stieg von 40 % auf 46 %. Daten, die von der Agentur TSN veröffentlicht wurden, gaben an, dass sich im September 2014, 50 % der Ukrainer am Boykott russischer Waren beteiligt haben.

## Kritik
Der Ökonom Andriy Novak berechnete, dass der Boykott der russischen Produkte im März 2014 der Wirtschaft der Russischen Föderation nicht viel mehr als ein paar Dutzend Millionen Dollar Verluste eingetragen habe. Seiner Meinung nach hätte die russische Wirtschaft an einer viel schmerzlicheren Stelle getroffen werden können, nämlich bei „Gazprom“.
Die Idee des Boykotts wurde von der Fozzy Group, einer ukrainischen Vereinigung von Zwischenlieferanten, unterstützt. Keine Unterstützung hingegen kam von „Auchan Ukraine“ und der „Metro Cash & Carry“-Gruppe. Grund dafür sei deren unpolitisches Firmenkonzept.
Andriy Dlihach, CEO der „Advanter-Gruppe“, setzte sich dafür ein, russische Produkte nicht zu boykottieren, aber stattdessen ukrainische Produkte zu kaufen.
Der ukrainische, russischsprachige Blogger Danilo Vachowski sagte, er benutze bewusst russische Internetdienste, weil das seiner Meinung nach eine Möglichkeit wäre, günstige Bedingungen für Unternehmertum in Russland zu schaffen. Auch wenn es nicht patriotisch sei, würden damit Unternehmer „mit Rubel“ unterstützt, was die Möglichkeit schaffe, neue Projekte und Entwicklungen anzustoßen, die helfen, die Welt insgesamt besser zu machen. Er präsentierte auch einige dieser Entwicklungen wie z. B. Qiwi, Ostrovok.ru und Kaspersky Anti-Virus.